# Dave Thomas
Dave Thomas   (12 d'agost de 1956) és un programador informàtic, autor i editor. Ha escrit sobre Ruby i, juntament amb Andy Hunt, va ser coautor de The Pragmatic Programmer i dirigeix l'editorial The Pragmatic Bookshelf. Thomas es va traslladar als Estats Units des d'Anglaterra el 1994 i viu al nord de Dallas, Texas.
Thomas va encunyar les frases "Code Kata" i "DRY" (No et repeteixis, en anglès), i va ser un dels signants i autor de The Manifesto for Agile Software Development. Va estudiar informàtica a l'Imperial College de Londres.